# Lijst van parken en reservaten in Australië
Parken en reservaten in Australië worden per staat/territorium beheerd:
- Lijst van parken en reservaten in het Australisch Hoofdstedelijk Territorium
- Lijst van parken en reservaten in New South Wales
- Lijst van parken en reservaten in het Noordelijk Territorium
- Lijst van parken en reservaten in Queensland
- Lijst van parken en reservaten in Tasmanië
- Lijst van parken en reservaten in Victoria
- Lijst van parken en reservaten in West-Australië
- Lijst van parken en reservaten in Zuid-Australië

Volgende parken en reservaten vormen uitzonderingen en worden op federaal niveau beheerd door Parks Australia.

## Nationale Parken
B

Booderee (zie ook Lijst van parken en reservaten in het Australisch Hoofdstedelijk Territorium)
C

Christmas Island
K

Kakadu (zie ook Lijst van parken en reservaten in het Noordelijk Territorium)
N

Norfolk Island
P

Pulu Keeling
U

Uluṟu-Kata Tjuṯa (zie ook Lijst van parken en reservaten in het Noordelijk Territorium)